# Magomed Adiev
Magomed Musaevič Adiev (in russo Магомед Мусаевич Адиев?; Groznyj, 30 giugno 1977) è un allenatore di calcio ed ex calciatore russo, di ruolo attaccante, tecnico del Chimki.

## Statistiche

### Statistiche da allenatore

#### Nazionale kazaka
| Squadra    | Naz                   | dal            | al        | Record | Record | Record | Record     | Record | Record | Record | Record |
| G          | V                     | N              | P         | GF     | GS     | DR     | % Vittorie |        |        |        |        |
| ---------- | --------------------- | -------------- | --------- | ------ | ------ | ------ | ---------- | ------ | ------ | ------ | ------ |
| Kazakistan | Kazakistan (bandiera) | 27 aprile 2022 | in carica | 20     | 11     | 1      | 8          | 27     | 27     | +0     | 55,00  |

### Nazionale kazaka nel dettaglio
| 2022              | Kazakistan        | UEFA Nations League | 1° nel gruppo 3, promosso in Lega B    | 6  | 4  | 1 | 1 | 66,67 | 8  | 6  | +2 |
| 2023              | Kazakistan        | Qual. Euro 2024     | 4º nel gruppo H, eliminato ai play-off | 10 | 6  | 0 | 4 | 60,00 | 16 | 12 | +4 |
| mar. 2024         | Kazakistan        | Qual. Euro 2024     | 4º nel gruppo H, eliminato ai play-off | 1  | 0  | 0 | 1 | &0,00 | 0  | 5  | -5 |
| Dal 2022          | Kazakistan        | Amichevoli          |                                        | 3  | 1  | 0 | 2 | 33,33 | 3  | 4  | -1 |
| Totale Kazakistan | Totale Kazakistan | Totale Kazakistan   | Totale Kazakistan                      | 20 | 11 | 1 | 8 | 55,00 | 27 | 27 | +0 |

#### Panchine da commissario tecnico della nazionale kazaka
| Cronologia completa delle presenze e delle reti in nazionale ― Kazakistan | Cronologia completa delle presenze e delle reti in nazionale ― Kazakistan | Cronologia completa delle presenze e delle reti in nazionale ― Kazakistan | Cronologia completa delle presenze e delle reti in nazionale ― Kazakistan | Cronologia completa delle presenze e delle reti in nazionale ― Kazakistan | Cronologia completa delle presenze e delle reti in nazionale ― Kazakistan | Cronologia completa delle presenze e delle reti in nazionale ― Kazakistan | Cronologia completa delle presenze e delle reti in nazionale ― Kazakistan |
| Data                                                                      | Città                                                                     | In casa                                                                   | Risultato                                                                 | Ospiti                                                                    | Competizione                                                              | Reti                                                                      | Note                                                                      |
| ------------------------------------------------------------------------- | ------------------------------------------------------------------------- | ------------------------------------------------------------------------- | ------------------------------------------------------------------------- | ------------------------------------------------------------------------- | ------------------------------------------------------------------------- | ------------------------------------------------------------------------- | ------------------------------------------------------------------------- |
| 3-6-2022                                                                  | Astana                                                                    | Kazakistan                                                                | 2 – 0                                                                     | Azerbaigian                                                               | UEFA Nations League 2022-2023 - Lega C                                    | 2 Abat Aýımbetov                                                          | Cap: A.Tagybergen                                                         |
| 6-6-2022                                                                  | Trnava                                                                    | Slovacchia                                                                | 0 – 1                                                                     | Kazakistan                                                                | UEFA Nations League 2022-2023 - Lega C                                    | Aslan Darabayev                                                           | Cap: I.Kuat                                                               |
| 10-6-2022                                                                 | Novi Sad                                                                  | Bielorussia                                                               | 1 – 1                                                                     | Kazakistan                                                                | UEFA Nations League 2022-2023 - Lega C                                    | Abat Aýımbetov                                                            | Cap: I.Kuat                                                               |
| 13-6-2022                                                                 | Astana                                                                    | Kazakistan                                                                | 2 – 1                                                                     | Slovacchia                                                                | UEFA Nations League 2022-2023 - Lega C                                    | Yan Vorogovskiy Elhan Astanov                                             | Cap: A.Tagybergen                                                         |
| 22-9-2022                                                                 | Astana                                                                    | Kazakistan                                                                | 2 – 1                                                                     | Bielorussia                                                               | UEFA Nations League 2022-2023 - Lega C                                    | Mikhail Gabyshev Baqtııaar Zaınýtdınov                                    | Cap: A.Tagybergen                                                         |
| 25-9-2022                                                                 | Baku                                                                      | Azerbaigian                                                               | 3 – 0                                                                     | Kazakistan                                                                | UEFA Nations League 2022-2023 - Lega C                                    | -                                                                         | Cap: I.Kuat                                                               |
| 16-11-2022                                                                | Tashkent                                                                  | Uzbekistan                                                                | 2 – 0                                                                     | Kazakistan                                                                | Amichevole                                                                | -                                                                         | Cap: A.Tagybergen                                                         |
| 19-11-2022                                                                | Abu Dhabi                                                                 | Emirati Arabi Uniti                                                       | 2 – 1                                                                     | Kazakistan                                                                | Amichevole                                                                | Abat Aýımbetov                                                            | Cap: A.Tagybergen                                                         |
| 23-3-2023                                                                 | Astana                                                                    | Kazakistan                                                                | 1 – 2                                                                     | Slovenia                                                                  | Qual. Euro 2024                                                           | Maksim Samorodov                                                          | Cap: A.Tagybergen                                                         |
| 26-3-2023                                                                 | Astana                                                                    | Kazakistan                                                                | 3 – 2                                                                     | Danimarca                                                                 | Qual. Euro 2024                                                           | Baqtııaar Zaınýtdınov (rig.) Askhat Tagybergen Abat Aýımbetov             | Cap: A.Tagybergen                                                         |
| 16-6-2023                                                                 | Serravalle                                                                | San Marino                                                                | 0 – 3                                                                     | Kazakistan                                                                | Qual. Euro 2024                                                           | Yan Vorogovskiy Askhat Tagybergen (rig.) Baqtııaar Zaınýtdınov            | Cap: A.Tagybergen                                                         |
| 19-6-2023                                                                 | Belfast                                                                   | Irlanda del Nord                                                          | 0 – 1                                                                     | Kazakistan                                                                | Qual. Euro 2024                                                           | Abat Aýımbetov                                                            | Cap: A.Tagybergen                                                         |
| 7-9-2023                                                                  | Astana                                                                    | Kazakistan                                                                | 0 – 1                                                                     | Finlandia                                                                 | Qual. Euro 2024                                                           | -                                                                         | Cap: A.Tagybergen                                                         |
| 10-9-2023                                                                 | Astana                                                                    | Kazakistan                                                                | 1 – 0                                                                     | Irlanda del Nord                                                          | Qual. Euro 2024                                                           | Maksim Samorodov                                                          | Cap: A.Tagybergen                                                         |
| 10-10-2023                                                                | Copenaghen                                                                | Danimarca                                                                 | 3 – 1                                                                     | Kazakistan                                                                | Qual. Euro 2024                                                           | Yan Vorogovskiy                                                           | Cap: A.Beyzebekov                                                         |
| 17-10-2023                                                                | Helsinki                                                                  | Finlandia                                                                 | 1 – 2                                                                     | Kazakistan                                                                | Qual. Euro 2024                                                           | 2 Baqtııaar Zaınýtdınov 1 (rig.)                                          | Cap: A.Tagybergen                                                         |
| 17-11-2023                                                                | Astana                                                                    | Kazakistan                                                                | 3 – 1                                                                     | San Marino                                                                | Qual. Euro 2024                                                           | 2 Islam Chesnokov Abat Aýımbetov (rig.)                                   | Cap: A.Beyzebekov                                                         |
| 20-11-2023                                                                | Lubiana                                                                   | Slovenia                                                                  | 2 – 1                                                                     | Kazakistan                                                                | Qual. Euro 2024                                                           | Ramazan Orazov                                                            | Cap: A.Beyzebekov                                                         |
| 14-3-2024                                                                 | Astana                                                                    | Kazakistan                                                                | 2 – 0                                                                     | Turkmenistan                                                              | Amichevole                                                                | Islam Chesnokov Aleksandr Zuev                                            |                                                                           |
| 21-3-2024                                                                 | Atene                                                                     | Grecia                                                                    | 5 – 0                                                                     | Kazakistan                                                                | Qual. Euro 2024                                                           | -                                                                         | Cap: A.Beyzebekov                                                         |
| Totale                                                                    |                                                                           | Presenze                                                                  | 20                                                                        |                                                                           | Reti                                                                      | 27                                                                        |                                                                           |